# سیم-تانل ساملسلگ
سیم-تانل ساملسلگ (استونیایی: Siim-Tanel Sammelselg؛ زادهٔ ۱۳ مهٔ ۱۹۹۳) اسکی‌باز پرش اهل استونی است.